# Gai Petroni (governador)
Gai Petroni (llatí: Caius Petronius) va ser un magistrat romà del segle i aC. Formava part de la gens Petrònia, una antiga família romana d'origen plebeu.
Va ser prefecte d'Egipte, govern en el que va succeir a Eli Gal.
L'any 22 aC va fer la guerra contra els nubians que havien envaït Egipte dirigits per la reina Candaces (nom que els romans donaven a les reines nubianes), i els va rebutjar, i encara va entrar al seu país i va ocupar diverses ciutats. Era amic d'Herodes Antipas i va enviar gra a Judea quan aquesta regió va passar una epidèmia de fam.